# Cultuurlandschap van zuidelijk Jeruzalem, Battir
Het Cultuurlandschap van zuidelijk Jeruzalem, Battir werd tijdens de 38e sessie van de Commissie voor het Werelderfgoed in juni 2014 uitgeroepen tot cultureel werelderfgoed en toegevoegd aan de werelderfgoedlijst van de UNESCO. Het cultuurlandschap is een 4000 jaar oude stenen terrassen en irrigatiesysteem, dat nog steeds door de inwoners gebruikt wordt voor de verbouwing van hun gewassen. Het cultuurlandschap van zuidelijk Jeruzalem, Battir is na de Geboortekerk en de Pelgrimsroute van Bethlehem, die in 2012 werden erkend, de tweede site in Palestina op de Werelderfgoedlijst.
Het land van olijfbomen en wijngaarden ligt een paar kilometer ten westen van Jeruzalem, in de Centrale Hooglanden tussen Nablus en Hebron. Het heuvellandschap bij Battir bestaat uit een reeks van voor de landbouw bewerkte valleien, die bekendstaat als widian, met karakteristieke stenen terrassen. Sommige terrassen worden geïrrigeerd voor de tuinbouw, andere zijn droog en beplant met wijnstokken en olijfbomen. De ontwikkeling van de terraslandbouw in een bergachtige streek wordt ondersteund door een netwerk van irrigatiekanalen gevoed door ondergrondse bronnen. Een traditioneel systeem van verdeling wordt vervolgens gebruikt om het aldus verzamelde water via dit netwerk tussen de gronden en moestuinen van de families uit het nabijgelegen dorp Battir te delen.
Dit erfgoed wordt bedreigd door de plannen van Israël om de Westoeverbarrière er dwars doorheen te bouwen, waardoor de boeren afgescheiden worden van hun eeuwenlang gecultiveerde landerijen en er schade aan het land zal worden toegebracht.
Twee Israëlische zogenaamde 'bypass roads' (no.375 en no.436) van 0,5 km lengte zijn door dit grondgebied aangelegd.

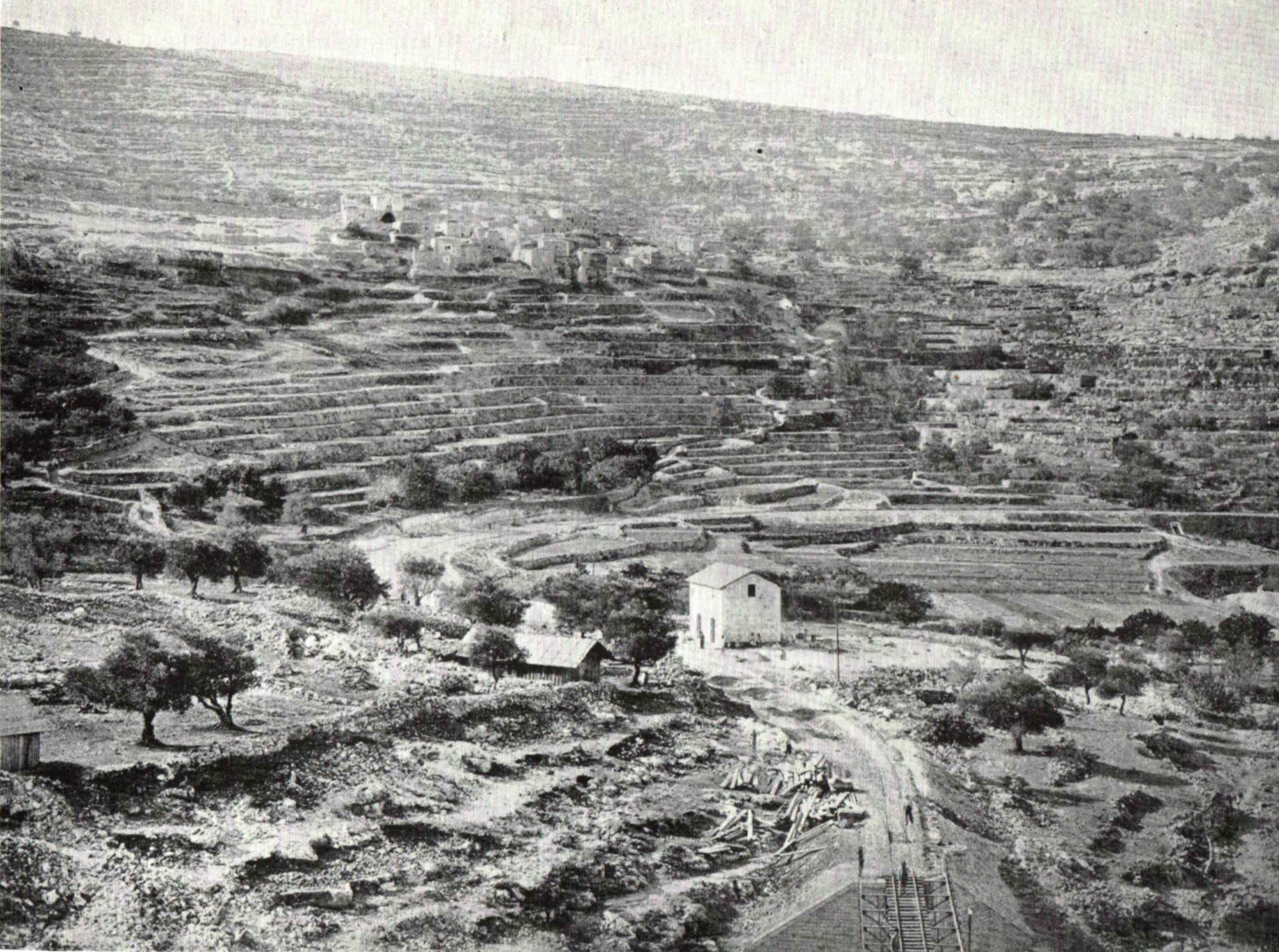
Een vallei bij Bittar in 1893